# 郑、宋纪之战
郑、宋纪之战，是指春秋早期郑国和宋国的戰爭。
前699年（周桓王二十一年、鲁桓公十三年）二月，宋国多次向郑国索取财货，郑国实在不能忍受，郑厉公会同纪国、鲁国鲁桓公的军队和齐国、宋国、卫国、南燕国四国的军队交战。齐国、宋国、卫国、南燕国四国联军战败。《春秋经》没有记载战争的地点，是由于桓公迟到了。